# Айлурос
«Айлурос» (Ailuros Publishing) — нью-йоркское издательство, выпускающее современную поэзию и прозу на русском или в переводе на русский язык.
Основано поэтом и литературтрегером Еленой Сунцовой в 2011 году. В 2014 году за создание издательства она получила специальный диплом поэтической премии Antologia журнала Новый мир. Среди изданных книг — сборники стихов известных поэтов Алексея Цветкова, Владимира Богомякова, Николая Звягинцева, Алексея Сальникова, Геннадия Каневского, Сергея Круглова, Бориса Херсонского, Игоря Булатовского, Владимира Гандельсмана, Татьяны Нешумовой, Евгения Туренко, проза Виктора Іваніва, переводы Пауля Целана и Ханса Фаверея.
Писатель Мария Галина назвала появление издательства «Айлурос» событием десятилетия в русской поэзии. Литературный критик Анна Голубкова отмечает, что для руководителя издательства «характерны тщательный отбор и личная читательская заинтересованность в публикуемых произведениях». Критик Наталия Черных охарактеризовала «Айлурос» как «издательство, уже имеющее стаж работы и набравшее солидное количество книг и имён, молодое, энергичное и крайне тенденциозное в выборе авторов». Роман Алексея Сальникова Петровы в гриппе и вокруг него первоначально планировался автором к публикации в «Айлуросе», но получил отказ. Впоследствии он вышел в журнале Волга, был перепечатан АСТ и получил премию Национальный бестселлер.

Все книги доступны для скачивания в электронном виде на сайте издательства. Говоря о совмещении некоммерческого книгоиздания и свободного интернет-доступа, поэт и критик Евгения Риц замечает:
Самым заметным явлением в этой сфере, наверное, стало издательство «Айлурос», личный, очень любовный проект поэта Елены Сунцовой, благодаря которому с 2011 по май 2015 года вышло сорок четыре книги стихов и экспериментальной прозы. (…) Издательство «Айлурос» не просто издаёт хорошие книги, во многом оно преобразует картину литературного социума, создаёт или укрепляет авторские репутации: благодаря изданию первых и/или вторых книг молодых авторов, как, например, в случаях Анастасии Зеленовой и Льва Оборина, выпуску поэтических книг состоявшегося прозаика Дмитрия Данилова (этот момент особенно важен, так как позволяет стереоскопически взглянуть на уникальный литературный эксперимент этого автора) или внедрению в пространство собственно бумажного текста Виктора Боммельштейна, печатавшегося до того только в интернете.